# AŠK Croatia Zagreb
Atletski športski klub Croatia (AŠK Croatia) bio je hrvatski sportski klub iz Zagreba. 

## Pocijest
Osnovali su ga 1907. Josin i Ljudevit Klakočer, Adolf i Rudolf Mihelič, Franjo Pulanić, Šandor Rabas, Josip Strmac i Ivan Županc. Isprva je klub imao jedino nogometnu i lakoatletsku sekciju. Godine 1909. dobiva teškoatletsku sekciju koja je do 1921. bila jedini predstavnik teške atletike u čitavoj Hrvatskoj i Slavoniji.
„Croatia“ je 22. rujna 1912. godine bila sudionikom prve povijesne organizirane natjecateljske utakmice u Hrvatskoj (AŠK Croatia – HTŠK Zagreb 1:0 u prvom prvenstvu Hrvatske i Slavonije 1912./13.).
Ponovno djeluje od ljeta 1918.
Momčad ŠK Rapid, koja je osnovana 1916. (jedna od pet zagrebačkih momčadi tog imena koje su nastale od 1916. do 1940.), pripojena je Croatijinim juniorima krajem 1919.
Godine 1921. nastala je sekcija za boks.
Klupska adresa 1925. bila je Ilica 5. Klupske boje 1932. bile su crna i bijela.
Članovi kluba bavili su se još kuglanjem i šahom. Igrao je u prugastim crno-bijelim dresovima. 
Klub je raspušten 6. lipnja 1945. odlukom Ministra narodnog zdravlja Federalne države Hrvatske.

## Natjecanje i uspjesi u nogometu
Klub se natjecao u prvim prvenstvima Hrvatske i Slavonije. U sezoni 1912./13. zauzeo je 4. mjesto, a u sezoni 1913./14. u trenutku prekida prvenstva bio je prvi. U prvim godinama poslije Prvog svjetskog rata nastupa u I. razredu prvenstva Zagrebačkog nogometnog podsaveza.

## Učinak po sezonama
| Sezona    | Razred | Liga                           | Broj momčadi | Mjesto | Sus. | Pob. | Neo. | Por. | Po.p. | Pr.p. | Bod. |
| --------- | ------ | ------------------------------ | ------------ | ------ | ---- | ---- | ---- | ---- | ----- | ----- | ---- |
| 1912./13. | I.     | Prvenstvo Hrvatske i Slavonije | 6            | 4.     | 6    | 1    | 1    | 4    | 8     | 19    | 3    |
| 1913./14. | I.     | Prvenstvo Hrvatske i Slavonije | 8            | 1.     |      |      |      |      |       |       |      |
| 1940./41  | III.   | II. razred Prvenstva Zagreba   | 10           | 7.     | 14   | 2    | 6    | 6    | 12    | 25    | 10   |
| 1941./42  | III.   | II. razred Prvenstva Zagreba   | 11           | 8.     | 20   | 7    | 2    | 11   | 37    | 55    | 16   |